# Wannabe
El término anglosajón wannabe hace referencia a una persona que quiere aparentar ser otra, imitar actitudes o incluso desear ser otra. El término, una contracción de want to be (en inglés, «quiero ser»), entró a formar parte del lenguaje popular de los Estados Unidos a mediados de los años 80.

## Descripción
El término fue usado por primera vez el 6 de julio de 1981 en un artículo de la revista Newsweek sobre surfing, que describía a los surfistas novatos que abarrotaban las playas como wannabes («I wanna be a surfer»). El término fue popularizado por el escritor John Skow en un ejemplar de la revista Time de la primavera de 1985 sobre la estrella pop Madonna. Skow usó la frase Wanna Be's para describir a los fanáticos ansiosos que anhelaban vestirse, hablar y comportarse como su ídolo.
En los años siguientes, la forma deformada de la frase de Skow —wannabe— adquirió un uso más amplio y adoptó cierta connotación peyorativa. El término es frecuentemente asociado con la ambición y las excesivas ganas o incluso como ofensa.

### Etimología
La palabra proviene de la deformación de I want to be (en inglés, «Quiero ser») a I wanna be.

### Rasgos
El wannabe es una persona con mucho entusiasmo e interés que usualmente busca mantener buenas relaciones con los expertos en la actividad que le gusta; para llegar a ser igual que ellos.

### Menciones en la cultura popular
La banda estadounidense de punk rock The Offspring hace referencia al término en su canción "Pretty Fly (for a White Guy)".

### Usos en otros contextos
También podemos encontrar el término referido a los trastornos alimentarios como la bulimia y la anorexia. En este caso las personas wannabes o vulgarmente llamadas "guanabis" son quienes piden consejos a las personas que padecen la enfermedad para poder bajar de peso.[cita requerida]